# اوکسانا شمچکووا
اوکسانا شمچکووا (روسی: Оксана Шмачкова؛ زادهٔ ۲۰ ژوئن ۱۹۸۱) بازیکن فوتبال اهل روسیه است.
وی همچنین در تیم ملی فوتبال زنان روسیه بازی کرده‌است.